# D'un rêve à l'autre
Pour plus de détails, voir Fiche technique et Distribution.
D'un rêve à l'autre (Passion of Mind) est un film dramatique et romantique américain d'Alain Berliner sorti en 2000.

## Synopsis
Marie passe de l'autre côté du miroir et entame une deuxième vie. À peine ferme-t-elle les yeux qu'un rêve étrange commence : loin de son village provençal, de ses deux fillettes, de sa paisible activité de critique littéraire, Marie se réveille à New York et prend l'apparence de Marty, agent littéraire, célibataire et femme d'affaires. Et chaque nuit lorsqu’elle ferme à nouveau les yeux Marty redevient Marie...

## Fiche technique
- Titre : D'un rêve à l'autre
- Titre original : Passion of Mind
- Réalisation : Alain Berliner
- Scénario : Ronald Bass et David Field
- Musique : Randy Edelman
- Photographie : Eduardo Serra
- Montage : Anne V. Coates
- Production : Ronald Bass, Tom Rosenberg et Carole Scotta
- Société de production : Lakeshore Entertainment et Ron Bass Productions
- Pays : États-Unis
- Langue : anglais
- Genre : Drame, romance, science-fiction et thriller
- Durée : 105 minutes
- Dates de sortie : 
  -  États-Unis : 2 juin 2000
  -  France : 7 juin 2000

## Distribution
- Demi Moore (V. F. : Marie Vincent) : Marie / Marty Talmadge
- Stellan Skarsgård (V. F. : Jacques Frantz) : William Granther
- William Fichtner (V. F. : Dominique Collignon-Maurin) : Aaron Reilly
- Eloise Eonnet : Jenifer Talridge
- Julianne Nicholson : Kim
- Gerry Bamman : Edward Youngerman
- Joss Ackland : Dr Langer
- Peter Riegert : Dr Peters
- Sinéad Cusack : Jessie
- Chaya Cuénot : Séraphine Talridge